# Just Can’t Get Enough (песня The Black Eyed Peas)
«Just Can’t Get Enough» (с англ. — «Просто не могу насытиться») — песня американской хип-хоп группы Black Eyed Peas с их шестого студийного альбома The Beginning (2010). Она была анонсирована 21 января 2011 года как второй сингл с альбома и выпущена 8 февраля.

Песня имела успех в чартах, войдя в пятёрку лучших во многих странах, таких как Новая Зеландия, Австралия, Греция, Франция, Великобритания и США среди прочих. Клип на эту песню был снят в Японии за неделю до землетрясения и цунами в Тохоку в 2011 году. По состоянию на июнь 2011 года в США было продано более 2 462 000 цифровых копий сингла.

## Композиция
Второй сингл The Beginning был анонсирован на официальном сайте Black Eyed Peas 21 января 2011 года.
Родни Джеркинс и Джули Фрост вместе написали основу песни: Джеркинс играл на фортепиано, а Фрост написала текст и основную мелодию. Затем команда Джеркинса, состоящая из Томми Брауна и Джаббара «Ба» Стивенса работала над продюсированием трека и вносила свой вклад в музыкальную композицию до того, как над ней поработали will.i.am и Black Eyed Peas; по словам Фрост, последние «изменили её и придали ей свой собственный оттенок».
Участник Apl.de.ap рассказал журналу Beatweek, что хотел, чтобы эта песня стала продолжением «The Time (Dirty Bit)», потому что «это другой темп, и она также отдаёт дань уважения женщинам». 
Участник группы Taboo объяснил смысл песни MTV News так: «Идея в том, что, когда ты уезжаешь от кого-то, особенно когда ты в турне, ты не можешь насытиться этим человеком или просто думаешь о нём и хочешь дать ему понять, что ты всегда рядом с ним».

## Клип
Режиссёром клипа на песню «Just Can’t Get Enough» стал Бен Мор. Съёмки проходили в течение трёх дней в Токио, Япония, в основном в районах Гиндза и Сибуя, пока группа была в пресс-туре. В начальных кадрах показан район Гиндза. Видео было снято в период с 3 по 5 марта 2011 года, всего за неделю до землетрясения и цунами в Тохоку в 2011 году. В интервью Entertainment Tonight Ферги рассказала о клипе и стихийном бедствии в Японии, сказав: «Это было самое простое видео, которое я когда-либо снимала, потому что в нём мы просто живём своей жизнью. Мне нравится, что в нём показана реальная картина того, как иногда одиноко бывает в дороге вдали от наших близких. Это также демонстрирует нашу любовь и связь с Японией. Мы искренне сочувствуем всему японскому народу, пострадавшему от этого стихийного бедствия». Также цитировались слова Taboo: «Это был удивительный момент времени, потому что Япония всегда была моим любимым местом на планете. Было здорово снимать там наше видео. Да благословит Бог японцев. Мы выражаем им свою любовь».
Премьера видео состоялась 16 марта 2011 года на сайте музыкальных видео Vevo. В начале видео голос за кадром говорит: «Это видео было снято в Японии за неделю до землетрясения и цунами. Мы думаем и молимся за всех жителей Японии. Мы любим вас». Видео снято в партизанском стиле. Ферги смотрит на город из своего номера в отеле The Peninsula Tokyo, will.i.am сидит на заднем сиденье автомобиля. Табу поёт свой куплет, прогуливаясь по району Сибуя, а Apl.de.ap поёт свой «перевёрнутый» куплет на фоне футуристического пейзажа с мигающими огнями. В клипе также показаны сцены из ночной жизни Токио, например, молодые посетители клубов, фотографирующиеся на мобильные телефоны, и городская железнодорожная система. В нескольких моментах показаны все четыре участника в разных стилях солнцезащитных очках и в чёрной одежде, выступающие в ночном клубе. Клип заканчивается голосом переводчика, призывающим зрителей сделать пожертвование Красному Кресту.
Видео получило положительные отзывы критиков. Билл Лэмб из About.com написал, что «ощущение... уже было немного меланхоличным, передавая одиночество и разлуку, которые испытываешь в дороге. Однако тот факт, что клип был снят в Токио, Япония, всего за неделю до недавнего разрушительного землетрясения, придаёт видео ещё больше глубины и остроты. Бекки Бейн из Idolator написала, что «по сути это „Трудности перевода“ с более энергичным саундтреком».

## Живые выступления
Группа The Black Eyed Peas впервые исполнила эту песню в десятом сезоне шоу «American Idol» 17 марта 2011 года. Выступление началось с того, что will.i.am в белом костюме сыграл на пианино и посвятил песню Японии. Затем Ферги исполнила песню, сидя на пианино в белом платье с бретелькой. Позже will.i.am встал и присоединился к ней на сцене, чтобы спеть свои строчки. Apl.de.ap и Taboo, также одетые в белое, подпевали и читали рэп. Позади них выступали струнники и танцоры, а пары разыгрывали сценки. Ближе к концу группа прыгала по сцене, призывая зрителей танцевать и хлопать в такт. Они также исполнили песню «Just Can’t Get Enough» на церемонии вручения наград Nickelodeon Kids’ Choice Awards 2011 и на шоу MTV World Stage. 11 декабря 2019 года они снова исполнили песню «Just Can’t Get Enough» на церемонии закрытия Игр Юго-Восточной Азии 2019 на легкоатлетическом стадионе Нью-Кларк-Сити на Филиппинах.

## Список композиций
- Digital download[1]

1. «Just Can’t Get Enough» – 3:40

- German CD single[2]

1. «Just Can’t Get Enough» – 3:40
2. «Just Can’t Get Enough» (Instrumental) – 3:48

- French CD single[3]

1. «Just Can’t Get Enough» – 3:40
2. «The Time (Dirty Bit)» (Zedd remix) – 6:00

## Хит-парады

### Недельные хит-парады
| Хит-парад (2011)                                   | Высшая позиция |
| -------------------------------------------------- | -------------- |
| Австралия (ARIA)                                   | 3              |
| Австрия (Ö3 Austria Top 40)                        | 2              |
| Бельгия/Фландрия (Ultratop 50)                     | 6              |
| Бельгия/Валлония (Ultratop 50)                     | 2              |
| Бразилия (Billboard Hot Pop Songs)                 | 1              |
| Канада (Billboard Canadian Hot 100)                | 5              |
| СНГ (TopHit)                                       | 8              |
| Чехия (Rádio — Top 100)                            | 1              |
| Дания (Tracklisten)                                | 31             |
| Финляндия (Suomen virallinen lista)                | 9              |
| Франция (SNEP)                                     | 1              |
| Германия (GfK)                                     | 9              |
| Венгрия (Rádiós Top 40)                            | 12             |
| Ирландия (IRMA)                                    | 7              |
| Италия (FIMI)                                      | 5              |
| Mexico Anglo (Monitor Latino)                      | 3              |
| Нидерланды (Dutch Top 40)                          | 13             |
| Нидерланды (Single Top 100)                        | 11             |
| Новая Зеландия (Recorded Music NZ)                 | 4              |
| Польша (Polish Airplay Top 100)                    | 1              |
| Польша (Dance Top 50)                              | 35             |
| Португалия (Billboard Portugal Digital Song Sales) | 9              |
| Задан неверный чарт Russiaradio                    | 5              |
| Шотландия (OCC Scotland)                           | 4              |
| Словакия (Rádio — Top 100)                         | 2              |
| Испания (PROMUSICAE)                               | 16             |
| Швеция (Sverigetopplistan)                         | 20             |
| Швейцария (Schweizer Hitparade)                    | 3              |
| Украина (TopHit)                                   | 34             |
| Великобритания (OCC UK Dance)                      | 1              |
| Великобритания (OCC UK Singles)                    | 3              |
| США (Billboard Hot 100)                            | 3              |
| США (Billboard Adult Pop Airplay)                  | 11             |
| США (Billboard Pop Airplay)                        | 2              |
| США (Billboard Rhythmic)                           | 3              |

### Годовые хит-парады
| Хит-парад (2011)                   | Позиция |
| ---------------------------------- | ------- |
| Австралия (ARIA)                   | 22      |
| Австрия (Ö3 Austria Top 40)        | 33      |
| Бельгия (Ultratop 50 Flanders)     | 35      |
| Бельгия (Ultratop 50 Wallonia)     | 16      |
| Бразилия (Crowley)                 | 23      |
| Канада (Canadian Hot 100)          | 19      |
| Франция (SNEP)                     | 5       |
| Германия (Official German Charts)  | 49      |
| Греция (IFPI)                      | 76      |
| Нидерланды (Dutch Top 40)          | 81      |
| Нидерланды (Single Top 100)        | 73      |
| Новая Зеландия (Recorded Music NZ) | 37      |
| Russia Airplay (TopHit)            | 18      |
| Швеция (Sverigetopplistan)         | 76      |
| Швейцария (Schweizer Hitparade)    | 32      |
| Ukraine Airplay (TopHit)           | 177     |
| UK Singles (OCC)                   | 39      |
| US Billboard Hot 100               | 10      |
| US Adult Top 40 (Billboard)        | 36      |
| US Mainstream Top 40 (Billboard)   | 7       |
| US Rhythmic (Billboard)            | 20      |

| Хит-парад (2012)        | Позиция |
| ----------------------- | ------- |
| Russia Airplay (TopHit) | 124     |

## Сертификация
| Регион | Сертификация  | Продажи  |
| --- | ------------- | -------- |
| Австралия (ARIA) | 3× Платиновый | 210 000^ |
| Бельгия (BEA) | Золотой       | 15 000*  |
| Бразилия (ABPD) | Бриллиантовый | 250 000  |
| Дания (IFPI Danmark) | Золотой       | 45 000   |
| Франция (SNEP) | Золотой       | 150 000* |
| Германия (BVMI) | Золотой       | 150 000  |
| Италия (FIMI) | Платиновый    | 30 000*  |
| Новая Зеландия (RMNZ) | 2× Платиновый | 60 000   |
| Испания (PROMUSICAE) | Золотой       | 30 000   |
| Швеция (GLF) | Платиновый    | 40 000   |
| Швейцария (IFPI Switzerland) | Платиновый    | 30 000^  |
| Великобритания (BPI) | Платиновый    | 600 000  |
| * Данные о продажах приведены только на основе сертификации. · ^ Данные о тиражах приведены только на основе сертификации. · Данные о продажах + прослушиваниях приведены только на основе сертификации. |               |          |

## Даты выхода
| Страна   | Дата            | Формат                 | Лейбл           | Ref.   |
| -------- | --------------- | ---------------------- | --------------- | ------ |
| США      | 8 февраля 2011  | Contemporary hit radio | Interscope      | [ 72 ] |
| Германия | 25 февраля 2011 | CD                     | Universal Music | [ 73 ] |
| Франция  | 11 апреля 2011  | CD                     | Polydor         | [ 74 ] |